# Kō Nakahira
Nakahira Kō (中平康?, Nakahira Kō; Tokyo, 3 gennaio 1926 – Tokyo, 11 settembre 1978) è stato un regista giapponese.

## Biografia
A 22 anni cominciò a lavorare presso la Shochiku come aiuto regista di Minoru Shibuya e Yūzō Kawashima; seguendo quest'ultimo, nel 1954 passò alla Nikkatsu debuttando due anni dopo con il suo primo film, La stagione del sole (Kurutta Kajitsu). Questo film descriveva la vita dei ricchi giovani giapponesi alla fine degli anni '50 che, tra egoismo e lussuria, si ispiravano allo stile di vita occidentale. Il film, una sorta di dolce vita all'orientale, destò all'epoca un notevole scandalo per l'analisi approfondita dei comportamenti della nuova generazione, ma servì ad aprire la strada alla cosiddetta nouvelle vague giapponese.
Nel 1957 Kō Nakahira realizzò una pellicola dal romanzo di Yukio Mishima Una virtù vacillante (Bitoku no yoromeki). Anche i successivi Shiki no aiyoku (t.l. Un amore di quattro stagioni) (1958) e Mikkai (t.l. Incontro segreto) (1959) furono favorevolmente accolti dalla critica. I film successivi, realizzati dal 1960 in poi sotto le pressioni commerciali della Nikkatsu, sono invece degli action-thriller stereotipati.
Il regista, che si trovava a disagio in questo modello di produzione industriale, iniziò ad abusare di alcool e alla fine dovette espatriare a Hong Kong e utilizzare uno pseudonimo (Yang Shu-hsi) per realizzare i suoi film successivi.
Tra il 1956 e il 1976 realizzò più di 45 film.

## Filmografia parziale
- Kurutta kajitsu (La stagione del sole) (狂った果実) (1956)
- Nerawareta otoko, t.l. Un uomo da abbattere (狙われた男)  (1956)
- Natsu no arashi, t.l. Temporale d'estate (夏の嵐) (1956)
- Gyūnyū-ya Frankie, t.l. Il lattaio Frankie (牛乳屋フランキー) (1956)
- Koroshita no wa dare da, t.l. Chi è l'uomo che ha ucciso?(殺したのは誰だ) (1957)
- Yūwaku, t.l. Tentazione (誘惑) (1957)
- Bitoku no yoromeki, t.l. Una virtù vacillante (美徳のよろめき) (1957)
- Shiki no aiyoku, t.l. Un amore di quattro stagioni (四季の愛欲) (1958)
- Kurenai no tsubasa, t.l. Ali rosse (紅の翼) (1958)
- Sono kabe o kudake, t.l. Il muro del silenzio (その壁を砕け) (1959)
- Mikkai, t.l. Incontro segreto (密会) (1959)
- Chizu no nai machi, t.l. la città dimenticata (地図のない町) (1960)
- Aitsu to watashi, t.l. Lui e io(あいつと私) (1961)
- Arabu no arashi, t.l. Tempesta sull'Arabia (アラブの嵐) (1961)
- Wakakute warukute sugoi koitsura, t.l. Giovani, cattivi e straordinari (若くて悪くて凄いこいつら) (1962)
- Yabai koto nara zeni ni naru, t.l. Denaro pericoloso (危いことなら銭になる) (1962)
- Dorodarake no junjō, t.l. Cuore puro infangato (泥だらけの純情) (1963)
- Gendaikko, t.l. Gioventù moderna (現代っ子) (1963)
- Hikaru umi, t.l. Mare splendente (光る海) (1963)
- Getsuyōbi no Yuka, t.l. Il lunedì di Yuka (月曜日のユカ) (1964)
- Suna no ue no shokubutsu-gun, t.l. Notti facili (砂の上の植物群) (1964)
- Onna no uzu to fuchi to nagare, Turbine di carne (おんなの渦と渕と流れ) (1964)
- Ryojin nikki, t.l. Diario di un cacciatore (猟人日記) (1964)
- Kuroi tobakushi, t.l. Il giocatore d'azzardo in nero (黒い賭博師) (1965)
- Yarō ni kokkyō wa nai, t.l. I bastardi non hanno limiti (野郎に国境はない) (1965)
- Kekkon sōdan, t.l. Consulenza matrimoniale (結婚相談) (1965)
- Akai glass, t.l. Occhiali rossi (赤いグラス) (1966)
- Kuroi tobakushi: Akuma no hidarite, t.l. Il giocatore d'azzardo in nero: il colpo del diavolo (黒い賭博師 悪魔の左手) (1966)
- Tokkei 009, t.l. Polizia speciale (特警009) (1967)
- Hitenjoro/Hitenjoro, t.l. La trapezista (飛天女郎 / 飞天女郎) (1967)
- Za supaidāsu no dai shingeki, t.l. L'attacco dei ragni (ザ・スパイダースの大進撃) (1968)
- Kuang lian shi, t.l. Calore d'estate[3] (狂恋詩) (1968)
- Yami no naka no chimimoryo, t.l. Chimimoryo, un'anima al diavolo (闇の中の魑魅魍魎) (1971)[4]
- Konketsuji Rika, t.l. Rika, la meticcia (混血児リカ) (1972)
- Konketsuji Rika: Hitoriyuku sasuraitabi, t.l. Rika, la meticcia: il viaggio da sola (混血児リカ ひとりゆくさすらい旅) (1973)
- Hensōkyoku, t.l. Variazioni (変奏曲) (1976)